# Nicolás Lapentti
Nicolás Alexander Lapentti Gómez (Guayaquil, 13 agosto 1976) è un ex tennista ecuadoriano.
Ha raggiunto il suo più alto ranking nel singolo il 17 aprile 2000, con la 6ª posizione, mentre nel doppio ha raggiunto il 32º posto il 10 maggio 1999.
È il nipote di Andrés Gómez, ex-tennista vincitore del Roland Garros nel 1990, oltre ad essere fratello degli altri due tennisti Giovanni e Leonardo.

## Carriera

### Gli inizi
Lapentti iniziò a giocare a tennis all'età di sei anni, dapprima iniziando ad esercitarsi con il padre, non tennista professionista ma grande appassionato di questo sport.
Incominciò ad attirare l'attenzione su di sé nel 1994 quando vinse l'Orange Bowl e fece semifinale al Roland Garros, Wimbledon e US Open. In doppio riuscì a conquistare il Roland Garros e gli US Open insieme a Gustavo Kuerten.

### Professionista
Lapentti diventò professionista nel 1995 e vinse durante quell'anno il suo primo torneo a Bogotà.
Nel 1999 Lapentti raggiunse la semifinale degli Australian Open e grazie a questo risultato e altri due tornei vinti durante l'anno riuscì a raggiungere la sesta posizione nel ranking ATP.
Nella sua ultima partecipazione in un torneo del Grande Slam perse al primo round contro il tennista israeliano Dudi Sela, agli US Open 2007.
Nel 2008 al Torneo di Cincinnati Lapentti sconfisse al primo round David Ferrer, al turno successivo Fernando Verdasco ma perse al quarto turno contro Rafael Nadal.
In Coppa Davis ha giocato novantacinque match con la squadra ecuadoriana vincendone sessantuno.

### Ritiro
Nicolás Lapentti si ritira dall'attività professionistica nel gennaio 2011, a 34 anni, dopo una carriera martoriata da numerosi infortuni senza i quali avrebbe potuto ottenere molti più successi.

## Statistiche

### Singolare

#### Vittorie (5)
| Legenda (Singolare)               |
| Grand Slam (0)                    |
| Tennis Masters Cup (0)            |
| ATP Masters Series (0)            |
| ATP International Series Gold (2) |
| ATP Tour (3)                      |

| No. | Data              | Torneo                                          | Superficie | Avversario in finale | Punteggio          |
| 1.  | 11 settembre 1995 | Colombia Open, Bogotà                           | Terra      | Miguel Tobón         | 2-6,6-1, 6–4       |
| 2.  | 16 agosto 1999    | Indianapolis Tennis Championships, Indianapolis | Cemento    | Vince Spadea         | 4-6, 6-4, 6–4      |
| 3.  | 18 ottobre 1999   | Grand Prix de Tennis de Lyon, Lione             | Cemento    | Lleyton Hewitt       | 6–3, 6–2           |
| 4.  | 23 luglio 2001    | Interwetten Austrian Open Kitzbühel, Kitzbühel  | Terra      | Albert Costa         | 1–6, 6–4, 7–5, 7–5 |
| 5.  | 20 maggio 2002    | Hypo Group Tennis International, St. Pölten     | Terra      | Fernando Vicente     | 7–5, 6–4           |

#### Finali perse (7)
| Legenda (Singolare)               |
| Grand Slam (0)                    |
| Tennis Masters Cup (0)            |
| ATP Masters Series (0)            |
| ATP International Series Gold (1) |
| ATP Tour (6)                      |

| No. | Data              | Torneo                                        | Superficie  | Avversario in finale | Punteggio           |
| 1.  | 9 settembre 1996  | Colombia Open, Bogotà (1)                     | Terra rossa | Thomas Muster        | 7–6(6), 2–6, 3–6    |
| 2.  | 27 ottobre 1997   | Colombia Open, Bogotà (2)                     | Terra rossa | Francisco Clavet     | 3–6, 3–6            |
| 3.  | 5 luglio 1999     | Swiss Open Gstaad, Gstaad                     | Terra rossa | Albert Costa         | 6(4)–7, 3–6, 4–6    |
| 4.  | 9 ottobre 2000    | AIG Japan Open Tennis Championships, Tokyo    | Cemento     | Sjeng Schalken       | 4–6, 6–3, 1–6       |
| 5.  | 11 febbraio 2002  | Movistar Open, Viña del Mar                   | Terra rossa | Fernando González    | 3–6, 7–6(5), 6(4)–7 |
| 6.  | 7 luglio 2003     | Swedish Open, Båstad                          | Terra rossa | Mariano Zabaleta     | 3–6, 4–6            |
| 7.  | 25 settembre 2006 | Campionati Internazionali di Sicilia, Palermo | Terra rossa | Filippo Volandri     | 7–5, 1–6, 3–6       |

### Doppio

#### Vittorie (3)
| No. | Data            | Torneo                                     | Superficie | Partner         | Avversari in finale           | Punteggio     |
| 1.  | 28 luglio 1997  | Dutch Open, Amsterdam                      | Terra      | Paul Kilderry   | Andrew Kratzmann Libor Pimek  | 3-6, 7-5,7-6  |
| 2.  | 20 ottobre 1997 | Abierto Mexicano Telcel, Città del Messico | Terra      | Daniel Orsanic  | Luis Herrera Mariano Sánchez  | 4-6, 6-3, 7-6 |
| 3.  | 4 gennaio 1999  | AAPT Championships, Adelaide               | Cemento    | Gustavo Kuerten | Jim Courier Patrick Galbraith | 6-4, 6-4      |

#### Finali perse (4)
| No. | Data              | Torneo                           | Superficie  | Partner          | Avversari in finale                 | Punteggio        |
| 1.  | 15 settembre 1996 | Colombia Open, Bogotà            | Terra rossa | Pablo Campana    | Nicolás Pereira David Rikl          | 6–3, 7–6         |
| 2.  | 9 novembre 1997   | Movistar Open, Santiago del Cile | Terra rossa | Julián Alonso    | Hendrik Jan Davids Andrew Kratzmann | 7–6(7), 5-7, 6-4 |
| 3.  | 2 maggio 1999     | ATP Praga, Praga                 | Terra rossa | Mark Keil        | Martin Damm Radek Štěpánek          | 6–0, 6–2         |
| 4.  | 16 febbraio 2004  | Movistar Open, Viña del Mar      | Terra rossa | Martín Rodríguez | Juan Ignacio Chela Gastón Gaudio    | 6-3, 6-4         |